# Усть-Паль
Усть-Паль — посёлок в Осинском городском округе Пермского края России.

## Географическое положение
Посёлок расположен на левом берегу Камы на расстоянии примерно 8 километров по прямой на юго-запад от села Паль и 14 километров на северо-запад от города Оса.

## История
С 2006 по 2018 год входил в состав Пальского сельского поселения, позже до 2019 Горского сельского поселения Осинского района. После упразднения этих муниципальных образований стал населённым пунктом Осинского городского округа.

## Климат
Климат умеренно — континентальный. Средняя температура в зимние месяцы −10ºC. Средняя температура в летние месяцы +20ºC. В летнее время случаются заморозки.
Количество атмосферных осадков за год около 598 мм, из них большая часть приходится на тёплый период (июнь-июль).
Образование устойчивого снежного покрова происходит в начале ноября. Средняя продолжительность снежного покрова 160—170 дней. Средняя из наибольших декадных высот снежного покрова за зиму — 64 см. Таяние снега начинается в конце апреля.

## Население
В 2002 году постоянное население составляло 72 человека (81 % русские), в 2010 году — 19 человек.